# コーシーの主値
数学において、コーシーの主値（英: Cauchy principal value）とは、ある種の広義積分に対して定められる値のことである。

## 定義
コーシーの主値は，特異点の種類によって以下のいずれかで定義される．
i) 有限の積分範囲のとき
a < x < c で定義される関数 f (x) に対して、a < b < c なる b について
{\displaystyle \lim _{u\rightarrow b-0}\int _{a}^{u}f(x)\,dx=\pm \infty }
{\displaystyle \lim _{v\rightarrow b+0}\int _{v}^{c}f(x)\,dx=\mp \infty }
である場合に（複号同順）
{\displaystyle \lim _{\varepsilon \rightarrow 0+}\left(\int _{a}^{b-\varepsilon }f(x)\,dx+\int _{b+\varepsilon }^{c}f(x)\,dx\right)}
で定められる値をコーシーの主値という。
ii) 無限のとき
関数 f に対して
{\displaystyle \int _{-\infty }^{0}f(x)\,dx=\pm \infty }
{\displaystyle \int _{0}^{\infty }f(x)\,dx=\mp \infty }
が成り立つ場合に（複号同順）
{\displaystyle \lim _{a\rightarrow \infty }\int _{-a}^{a}f(x)\,dx}
で定められる値をコーシーの主値という。
もし{\displaystyle b(-\infty <b<\infty )}においてi)と同じ条件が成り立っている、つまり{\displaystyle b}と無限の両方が特異点であるとき、コーシーの主値は次のように定義される：{\displaystyle \lim _{\varepsilon \to 0^{+}}\left(\int _{b-1/\varepsilon }^{b-\varepsilon }f(x)\operatorname {d} \!x+\int _{b+\varepsilon }^{b+1/\varepsilon }f(x)\operatorname {d} \!x\right).}iii) 複素線積分における定義
複素関数{\displaystyle f(z)(z=x+iy\in \mathbb {C} ,x,y\in \mathbb {R} )}が経路{\displaystyle C}上に極を持つとする。ここで{\displaystyle C(\varepsilon )}を、極を中心とする半径{\displaystyle \varepsilon }の円盤内の経路をその円盤の縁に沿うように{\displaystyle C}を変形したものとする。また{\displaystyle f(z)}は、どんな小さな{\displaystyle \varepsilon }に対しても経路{\displaystyle C(\varepsilon )}上で可積分であるとする。このとき{\displaystyle \lim _{\varepsilon \to 0^{+}}\int _{C(\varepsilon )}f(z)\operatorname {d} \!z}で定められる値をコーシーの主値という。
ルベーグ積分論において、これは普通の積分の定義と同じものである。
{\displaystyle f(z)}が有理型関数のとき、Sokhotski–Plemelj理論によってコーシーの主値と積分路を上下に少しずらした積分の平均値が対応する。従って留数定理を適用することが出来る。
コーシーの主値は、ヒルベルト変換において中心的な役割を持つ。

## 表記法
コーシーの主値の表し方は特に決まっておらず、著者によって様々である。概ね、以下の
{\displaystyle PV\int f(x)dx,}
{\displaystyle {\mathcal {P}}\int f(x)dx}
のように、P.V., PV, P, Pv, (CPV), V.P. のような記号を符牒として積分の通常の記法に付して用いるが、特にこれらに限られるというわけでもなく、⨍ f(x) dx なども用いられ、その時の前後の文脈から判断する必要があるといえる。

## 例
次の式は、一つ目はコーシーの主値を計算しているが、二つ目は積分区間が少し違うために結果も異なる。
{\displaystyle \lim _{a\rightarrow 0+}\left(\int _{-1}^{-a}{\frac {dx}{x}}+\int _{a}^{1}{\frac {dx}{x}}\right)=0,}
{\displaystyle \lim _{a\rightarrow 0+}\left(\int _{-1}^{-a}{\frac {dx}{x}}+\int _{2a}^{1}{\frac {dx}{x}}\right)=-\ln 2.}
このように少しの違いで値が異なってしまうため注意が必要である。
広義積分の仕方によっては
{\displaystyle \int _{-1}^{1}{\frac {dx}{x}}}
は、±∞ の両方の値を取り得る。
同じように
{\displaystyle \lim _{a\rightarrow \infty }\int _{-a}^{a}{\frac {2x}{x^{2}+1}}dx=0,}
{\displaystyle \lim _{a\rightarrow \infty }\int _{-2a}^{a}{\frac {2x}{x^{2}+1}}dx=-\ln 4}
の場合も
{\displaystyle \int _{-\infty }^{\infty }{\frac {2x}{x^{2}+1}}dx}
は、±∞ の両方の値を取り得る。

## 超関数
{\displaystyle C_{0}^{\infty }(\mathbb {R} )} を数直線 {\displaystyle \mathbb {R} } 上のコンパクトな台を持つ滑らかな関数の集合とする。このとき、写像
{\displaystyle \operatorname {p.\!v.} \left({\frac {1}{x}}\right)\,:C_{0}^{\infty }(\mathbb {R} )\to \mathbb {C} }
を、コーシーの主値を用いて 
{\displaystyle \operatorname {p.\!v.} \left({\frac {1}{x}}\right)(u)=\lim _{\varepsilon \to 0+}\int _{|x|>\varepsilon }{\frac {u(x)}{x}}\,dx} for {\displaystyle u\in C_{0}^{\infty }(\mathbb {R} )}
と定義すると、これは超関数である。この超関数は、例えばヘヴィサイドの階段関数のフーリエ変換などに現れる。